# 陳啟邁
陳啟邁（？—？），字子皋，號竹伯。湖南武陵（今常德）人，清朝政治人物，進士出身。

## 生平
道光二十一年（1841年）進士。道光二十九年（1849年）參與修纂《大清一統志》，由江西左江道遷按察使，擢直隸布政使。咸豐三年（1853年）調任江寧布政使。咸豐四年（1854年）任江西巡撫，湘軍入江西進攻太平軍，咸豐六年（1856年）擅自調動湘軍入鄂镇压石达开部，嚐敗績，曾國藩上書參其六大罪狀，革職。